# کاکی
کاکی شهری است در استان بوشهر ایران. شهر کاکی مرکز بخش کاکی در شهرستان دشتی قرار دارد.
کاکی در سال ۱۳۷۰ به شهر تبدیل شد. قرار گرفتن این شهر در مسیر ارتباطی بوشهر – عسلویه به استقرار و توسعه این شهر کمک کرده‌است. شهر کاکی به دلیل همجواری نزدیک با گنبد نمکی جاشک (دشتی) و پارس شمالی از پتانسیل گردشگری و اقتصادی بالایی برخوردار است. این شهر از قدیم الایام مراکز علمی ـ فرهنگی - سیاسی جنوب بوده و سادات و علمای بزرگی در آن حضور داشته‌اند.
بر اساس سرشماری سال ۱۳۹۵ جمعیت این شهر ۱۲٫۱۱۹ نفر است.

## تاریخ کاکی
کاکی حدود سه قرن تاریخ مدون دارد. بنا به گفته فارسنامه ناصری، کاکی حاکم‌نشین خوانین دشتی بوده است. نخستین شخصیت تاریخی از خوانین دشتی و بنیانگذار رئیس‌جمال حاجیانی بوده است. وی پس از کودتایی علیه خاندان حاکمه وقت معروف به شیخیان‌ها قدرت را در منطقه دشتی قدیم قبضه می‌کند. پس از رئیس جمال، فرزندش رئیس حسین به قدرت می‌رسد. روزگار رئیس حسین با سلطنت کریم خان زند مصادف بود. کریم خان برای تقدیر از خدمات وی، به او لقب خان دشتی اعطا کرد و پس اطز آن به رئیس حسین خان مشهور شد. پس از وی فرزندش جمال خان اول قدرت رسید. پس از جمال خان، صالح خان مشهور به حاجی خان قدرت دشتی را در دست گرفت. حاجی خان فردی با اراده و جنگجو بود. وی به اطراف لشکر برد، در جنوب ملک رئیس حیدر بردستانی را تصرف کرد، در شمال خاندان خورموجی را برانداخت و خورموج را تصرف کرد تا اهرم پیش رقت و آنجا را از دست باقرخان بیرون آورد. وی بیشتر ایام خود را در شُنبه می‌گذراند زیرا کاکی محیط بازی داشت و به آسانی می توانست مورد تهاجم دشمن واقع شود. اما شنبه مانند یک دژ طبیعی بود، در دل کوه قرار داشت و منابع آب و کشاورزی آن بدان اهمیتی دو چندان می داد.
پس از حاجی خان قلمرو خوانین دشتی انسجام خود را از دست داد. حسین خان، معروف به حسین خان بزرگ یا حسین خان دوم به عنوان جانشین پدر در کاکی می‌نشست. اما برادران به ویژه محمد حسن خان که در شنبه بود و محمدخان که در خورموج می‌نشستند حاضر به اطاعت از برادر ارشد نبودند. حیدرخان هم مانند دو برادر دیگر بردستان را در دست داشت.
پس از حسین خان دوم، پسرش جمال خان دوم به قدرت رسید. اما در یک نزاع کشته شد. پس از وی به ترتیب، جمال خان سوم معروف به جمال خان میرپنجه، حیدرخان و محمدخان یکم سیادت خوانین دشتی را در دست داشتند. کاکی در دست آمنه خان همسر جمال خان دوم (وی دختر مظفرخان دشتی بود) بود که سرپرستی اولاد صغیر خود ا در دست داشت.
پس از محمد خان اول، حسین خان سوم فرزند جمال خان دوم به قدرت رسید. روزگار حسین خان سوم با روی کار آمدن خاندان پهلوی مصادف بود. در سال 1308 نیروهای دولتی برای خلع سلاح وارد دشتی شدند و پس از یک درگیری کوچک حسین خان سوم مغلوب و سپس کشته شد. پس از وی فرزند ارشدش، محمدخان دوم و پس از وی برادر این شخص موسوم به جمال خان چهارم به قدرت رسید. در نیمه دهه دوم حکومت رضاشاه جمال خان به دست ژاندارمری سربه نیست شد و چون دیگر مردی از تخمه حسین خان نمانده بود ملکی خان قدرت را به دست گرفت. حاج مالکی خان تا سال 1336 در قید حیات بود.
همان طور که دیده شد پس از حاجی خان شاخه های فرعی در اطراف قلمرو خوانین دشتی رویئدند. آخرین شخصیت مهم خوانین دشتی فردی به نام حاج داراب خان دشتی از شاخه خوانین دشتی در شُنبه و تسوج بود.